# 金山嘴渔村
金山嘴渔村是中華人民共和國上海市金山區山阳镇杭州灣北岸的一個渔业生产村落，也是上海唯一保留出海捕渔的村庄，同時也是国家4A级旅遊景区。金山嘴漁村有近6公里的海岸線，面積1.8平方公里，金山嘴海域有白蝦、銀魚和白蚬等物種。金山嘴渔村目前每天有近百人出海捕魚，还有两百多人从事海鲜加工销售和经营海鲜饭店。金山嘴渔村內有金山嘴老街、金山嘴海鲜美食城、海鲜一条街。此外金山嘴渔村還有30家海鲜饭店和一些民宿。

## 外部連結
- 官方网站